# 鈴木なな子
鈴木 なな子（すずき ななこ、1999年7月8日 - ）は、日本の女子プロボクサー。東京都板橋区出身。横浜光ボクシングジム所属。かつてはワタナベボクシングジム（2017年 - 2020年）、三迫ボクシングジム（2020年 - 2024年）に所属していた。第5代日本女子ミニマム級王者。成立学園高等学校卒業、立教大学コミュニティ福祉学部卒業。

## 来歴
4歳で兄が通っていた道場でフルコンタクト空手（新極真会）を習い始め、高校2年で全関東大会女子軽量級優勝。
ボクシングは空手のパンチが下手だったため、それを鍛える目的で始めたが、その後、「元々、ボクシングが好きだったのと、空手は素手で練習をするので拳を痛めるから」との理由でワタナベボクシングジムに入門してボクシングに転向し、半年でプロテスト合格。なお、ボクシング部のある高校に進学していたらアマチュアで活動するつもりであったが、通っていた高校にはなかったためプロテスト受験に至った。

### プロデビュー
高校3年の2017年5月19日、後楽園ホールでの児玉このみ戦でデビューし判定勝利。
2018年2月18日、2戦目は広島にて後のOPBF東洋太平洋女子ミニマム級王者廣本江瑠香と対戦も、判定で初黒星。

### 海外進出
7月14日、大学進学後初試合かつ初の海外遠征として香港にてライス・ウォンと対戦し、4回TKO勝利。このときのリングネーム表記は鈴木菜奈子だった。
11月20日、近藤佐知子と対戦し、判定勝利。
2019年1月22日発売の「FLASH」で初グラビア。
5月12日、2度目の香港遠征でレンズ・ダッケルと対戦するが、初回でダウンを奪われ判定負け。

### ジム移籍
2020年、学業との両立などを理由に当時在学していた立教大学新座キャンパスから比較的近い三迫ジムに移籍。
7月22日、後楽園ホールにて渡邊葵を相手に移籍初戦。結果は4回3-0（39-36,40-35×2）で判定勝ちを収めた。
12月10日、細田めぐみ相手に初の6回戦を3-0（58-56、59-55×2）判定で移籍後2連勝。しかし、この試合で受けたバッティングで右目付近を骨折し、網膜裂孔を患った。さらに、左手に良性の腫瘍ができるが、それを乗り越えて練習を重ねた。

### 日本王座獲得
2021年12月9日、後楽園ホールでのダイヤモンドグロープにて日本女子ミニマム級2位として元同門で同級1位の瀬川紗代との日本女子ミニマム級王座決定戦に挑み、2-1（58-56×2、56-58）のスプリット判定で制して初タイトル、そして三迫ジム初となる日本女子王座を獲得。
2022年3月、大学卒業。

#### 初防衛
8月9日、ダイヤモンドグローブにて日本女子ミニマム級3位の一村更紗相手に日本女子ミニマム級王座初防衛戦に挑む。初回にダウンを奪われるも挽回して3-0（57-56×2、58-55）で勝利し初防衛に成功。

### 王座返上
1位のロリト麻理菜がJBCへ挑戦状を提出し2度目の防衛戦へ向けて交渉に入ったが、条件が合わず断念し、9月29日付で日本王座を返上しアジア王座を見据えることになった。
2023年6月13日、OPBF東洋太平洋女子アトム級王者の松田恵里と48kg契約8回戦を行うが、0-3（73-79×2、72-80）の判定で4年ぶりの黒星を喫した。
2024年3月1日、約5年ぶりとなる海外遠征として韓国で行われる「フェニックスバトル・ソウル」にて元WBC女子世界ミニマム級暫定王者の許恩栄とのライトフライ級6回戦として対戦。2回終了後に相手が棄権し、TKO勝利を飾った。

### ジム移籍
2024年9月、担当トレーナーだった椎野大輝の退職を機に横浜光へ移籍。
2024年12月7日、後楽園ホールにおけるWHO'S NEXT DYNAMIC GLOVEにて移籍初戦かつ1年半ぶりとなる国内戦としてタイ国ライトフライ級王者のクンラテダー・クワサノウと対戦。3回にレフェリーストップを呼び込みTKO勝利。

### 世界初挑戦
2025年6月26日、後楽園ホールにて黒木優子が持つWBA女子世界ミニマム級王座挑戦。しかし、0-3判定で敗れる。

## 人物
- 三迫ジム移籍当時はジムに女子選手が鈴木1人だけだったため、出稽古や男子とスパーリングを重ねたりもした[5]。
- 学生時代より恵比寿のキックボクシングジム、バンゲリングベイのアシスタントトレーナーとしてアルバイト勤務している[30]。大学卒業後も就職はせず、ボクシングに集中する予定[12][14]。
- 趣味は登山、散歩、グルメな店探し。富士山、高尾山など国内のみに留まらずスイスの山も登った[12]。
- SNSは苦手であるが、「ただ、プロボクサーとして何もしないのはよくないです」と同門の晝田瑞希に聞きながらもSNSで発信できるようにしていきたいと述べている[18]。

## 戦績
- プロ：13戦9勝3KO4敗

| 戦           | 日付           | 勝敗 | 時間    | 内容    | 対戦相手                   | 国籍       | 備考                                |
| ------------ | -------------- | ---- | ------- | ------- | -------------------------- | ---------- | ----------------------------------- |
| 1            | 2017年5月19日  | ☆    | 4R      | 判定3-0 | 児玉このみ（岐阜ヨコゼキ） | 日本       | プロデビュー戦                      |
| 2            | 2018年2月18日  | ★    | 4R      | 判定0-3 | 廣本江瑠香（広島三栄）     | 日本       |                                     |
| 3            | 2018年7月14日  | ☆    | 4R 1:51 | TKO     | ライス・ウォン             | 香港       |                                     |
| 4            | 2018年11月20日 | ☆    | 4R      | 判定3-0 | 近藤佐知子（駿河）         | 日本       |                                     |
| 5            | 2019年5月12日  | ★    | 4R      | 判定0-3 | レンズ・ダッケル           | フィリピン |                                     |
| 6            | 2020年7月22日  | ☆    | 4R      | 判定3-0 | 渡辺葵（真正）             | 日本       |                                     |
| 7            | 2020年12月10日 | ☆    | 6R      | 判定3-0 | 細田めぐみ（SRS）          | 日本       |                                     |
| 8            | 2021年12月9日  | ☆    | 6R      | 判定2-1 | 瀬川紗代（ワタナベ）       | 日本       | 日本女子ミニマム級王座決定戦        |
| 9            | 2022年8月9日   | ☆    | 6R      | 判定3-0 | 一村更紗（ミツキ）         | 日本       | 日本王座防衛1                       |
| 10           | 2023年6月13日  | ★    | 8R      | 判定0-3 | 松田恵里（TEAM10COUNT）    | 日本       |                                     |
| 11           | 2024年3月1日   | ☆    | 2R 終了 | TKO     | 許恩栄                     | 韓国       |                                     |
| 12           | 2024年12月7日  | ☆    | 3R 1:24 | TKO     | クンラテダー・クワサノウ   | タイ       |                                     |
| 13           | 2025年6月26日  | ★    | 10R     | 判定0-3 | 黒木優子（真正）           | 日本       | WBA女子世界ミニマム級タイトルマッチ |
| テンプレート |                |      |         |         |                            |            |                                     |

## 獲得タイトル
フルコンタクト空手
- 新極真会主催 第21回全関東大会女子軽量級

プロボクシング
- 第5代日本女子ミニマム級王座（防衛1=返上）

## テレビ出演
- スポーツが好きだ!〜私の『チカラの源』〜（TBS、2019年5月30日・6月6日放送）
- 最強スポーツ統一戦2019（フジテレビ、2019年12月30日放送）